# Tina Waldeck
Tina Waldeck ist eine deutsche Künstlerin, Journalistin sowie Film-, Theater- und Medienkritikerin.

## Studium
Sie studierte im Bachelor und Master Zeitbasierte Medien mit dem Schwerpunkt auf Film- und Medienästhetik an der Hochschule Mainz sowie Filmwissenschaften an der Johannes Gutenberg-Universität Mainz. Für ihre Abschlussarbeit, die eine Erweiterung des Aura-Begriffes von Walter Benjamin in den zeitgenössischen Atmosphären-Begriff von Hermann Schmitz´s Neuer Phänomenologie war, bekam sie das Stipendium der film-medien Nachwuchsförderung Rheinland-Pfalz.
Nach einem Studienaufenthalt in Prag sowie einem Redaktionspraktikum bei goEast – Festival des mittel- und osteuropäischen Films 2020 absolvierte sie ein weiterführendes Masterstudium in Theater-, Film- und Medienwissenschaften an der Goethe-Universität Frankfurt am Main. Hier war sie wissenschaftliche Hilfskraft im Zulassungsausschuss.

## Leben
Seit 2019 ist sie Mitglied in der Produktions- und Ausstellungsplattform basis e.V. und bekam für filmische Essays 2020 das Projektstipendium sowie 2021 das Brückenstipendium der hessischen Kulturstiftung.
Sie ist Mitglied in der deutschen Gesellschaft für Ästhetik, Mitglied im Verband der deutschen Filmkritik sowie Mitglied der Fédération Internationale de la Presse Cinématographique (FIPRESCI).
2020 saß sie in der FIPRESCI-Jury für das Filmfestival Cottbus. 2021 folgten eine Jury-Tätigkeiten für das European Media Art Festival sowie für den Preis der deutschen Filmkritik 2021. 2022 bekleidete sie die Jury für das Internationale Kurzfilmfest Dresden mit Frédéric Jaeger und Dunja Bialas und war erneut ein Teil der FIPRESCI-Jury für das Filmfestival Cottbus 2022.
Sie lebt in Frankfurt am Main, wo sie u. a. als freie Mitarbeiterin für die Frankfurter Rundschau tätig ist.